# 10958 Mont Blanc
10958 Mont Blanc è un asteroide della fascia principale. Scoperto nel 1960, presenta un'orbita caratterizzata da un semiasse maggiore pari a 2,2327385 UA e da un'eccentricità di 0,1129365, inclinata di 2,19736° rispetto all'eclittica.